# Restrepia iris
Restrepia iris är en orkidéart som beskrevs av Carlyle August Luer. Restrepia iris ingår i släktet Restrepia och familjen orkidéer. Inga underarter finns listade i Catalogue of Life.